# Шелер, Генрих-Леопольд
Генрих Леопольд Шелер (24 июля 1844, Феллин, Вильяндимаа, Российская империя — 24 ноября 1918, Берлин) — российский и германский врач-офтальмолог и медицинский писатель.

## Биография
Изучал медицину в Дерпте, где получил учёную степень в 1869 году. В 1870 году принял решение эмигрировать в Германскую империю, где поселился в Берлине и решил посвятить себя офтальмологии. С 1871 по 1874 год работал в медицинской лаборатории Гельмгольца и ассистентом в глазной больнице Эверса, которую после смерти последнего в 1874 году возглавил. В том же году он габилитировался по офтальмологии в Берлинском университете и с 1879 года состоял в нём экстраординарным профессором. В 1896 году вышел в отставку.
Основные работы: «Eine neue Methode zur Bestimmung der optischen Constanten» (v. Graefe’s «Archiv», XVIII, Берлин). Работа эта написана им вместе с Мандельштаммом; «Bestimmung der drei Grundfarben des gesunden Auges» (там же, XX); «Experimentelle Studie über Flüssigkeitsausscheidung aus dem Auge» (там же, XXV); «Bestimmungen über den physikalischen Bau des Auges» (там же, XXX). Вместе с Утгоффом Шелер написал работу «Beiträge zur Pathologie des Sehnerven und der Netzhaut bei Allgemeinerkrankungen» (Берлин, 1884).